# 싸이언 와인
싸이언 와인은 2007년 5월에 LG전자에서 출시한 폴더형 피처 폰이다. 가죽을 소재로 한 디자인이 특징이다. 당시 대한민국의 배우인 김태희가 광고해 관심을 끌었다.

## 색상
싸이언 와인은 다음의 색상으로 판매되었다.
- 블랙
- 와인 레드
- 핑크